# Габриела Гифърдс
Габриела Гифърдс (на английски: Gabrielle Giffords) е американска политичка, членка на Камарата на представителите на Конгреса на САЩ. Гифърдс е от Демократическата партия и е третата жена в историята на Аризона избирана за член на Конгреса на САЩ и първата жена от еврейски произход от щата избирана в Конгреса (с 54% подкрепа).

## Биография
Родена е в Тусон, Аризона. Завършва университета „Корнел“ и колежа „Скрипс“ в Калифорния. От 2001 година до 2003 година е член на Камарата на представителите, а след това (2003 – 2005) е сенатор от Аризона. Омъжена е за американския астронавт Марк Кели, от 2007 година.
Два пъти (2006, 2008) е избирана за член на Камарата на представителите, а през 2010 г. е избрана за трети път. Критикувана от консервативните политици за позицията си относно реформата в здравеопазването и образованието. Член е на комисията по въоръжените сили, по външната политика и по наука и технологии на Конгреса на САЩ.

## Покушението в Тусон
На 8 януари 2010 година е тежко простреляна от 22-годишния Джаред Лий Локнър в главата с 22 mm пистолет „Глок“ по време на обществено събрание в родния си град Тусон в Аризона. При стрелбата са застреляни 6 души, още 12 са ранени, като между убитите е и федералният съдия Джон Рол.
Първоначалната информация е, че Гифърдс е загинала, впоследствие – че е тежко ранена и в критично състояние. На 9 януари е съобщено, че е дошла в съзнание.